# Det faller ett träd
Det faller ett träd är en svensk dokumentärfilm från 1978 i regi av Mona Sjöström och Ulf Hultberg. Filmen spelades in i Nigeria under januari och februari 1976 och skildrar livet i en by.

### Fotnoter
1. ↑  ”Det faller ett träd”. Svensk Filmdatabas. http://sfi.se/sv/svensk-filmdatabas/Item/?itemid=5017&type=MOVIE&iv=Basic&ref=/templates/SwedishFilmSearchResult.aspx?id%3d1225%26epslanguage%3dsv%26searchword%3ddet+faller+ett+tr%C3%A4d%26type%3dMovieTitle%26match%3dBegin%26page%3d1%26prom%3dFalse. Läst 4 maj 2013.